# Ултра (ТВ канал)
Ултра је био српски претплатнички телевизијски канал који је почео са емитовањем 28. јануара 2008. године у 8 часова. Власници канала били су United Media са 75% и Luxor Co. са 25% удела, који је направио овај канал.
Такође се емитовао у Босни и Херцеговини, Црној Гори и Северној Македонији. Емитовао је разнолики садржај за децу и тинејџере. Емитовани су цртане серије, документарци и сапунице.
United Media је 1. августа 2019. године угасила канале Ултра и Мини Ултра.

## Гашење
Како су Ратомир Кутлешић (преко свог предузећа Luxor Co.) и United Media делили власништво над каналима Ултра и Мини Ултра, у марту 2013. године је Luxor Co. продао предузећу United Media четвртину удела, тиме United Media поставши већински власник канала са 75% удела. Током 2015. године, студио  (чији је власник , ког чини и предузеће Luxor Co.) је у потпуности престао са синхронизацијом садржаја са канала, заменивши га студио  (чији је власник , ког чини и предузеће United Media).
У јулу 2016. године, Кутлешић подноси кривичну пријаву против предузећа United Media, као и против пет директора српског кабловског оператера SBB (чији је власник United Group), предвођених Драганом Шолаком. Пет директора SBB сумњиче се да су прибавили противправну имовинску власт јер су власницима канала Ултра и Мини Ултра уплаћивали мању накнаду за емитовање програма. За само три године, по прорачуну судског вештака ког је ангажовао Кутлешић, SBB се сумњичи да је оштетио канал за 234,18 милиона динара, тачније за око два милиона евра. Реч је о накнади коју кабловски оператери имају обавезу да уплаћују телевизијама чији програм емитују, а која се обрачунава у односу на број корисника. Кутлешић сумња да је број SBB претплатника био за неколико стотина хиљада већи него што је приказивано у месечним предрачунима који су му слати. Такође, у овој кривичној пријави против руководства SBB, наведено је да је лажним приказивањем мањег броја корисника ове кабловске мреже Кутлешић доведен у заблуду у погледу вредности свог удела. Предузеће SBB, према тврдњама подносиоца пријаве, купила је четвртину канала Ултра по цени три пута нижој од реалне тржишне. SBB је 25% удела у каналу Ултра купио за два милиона динара, а вештак је прорачунао да је реч о послу вредном 7,6 милиона евра.
Адвокат Бранко Павловић, правни заступник Ратомира Кутлешића, изјавио је за лист Политика да је реч о кривичном делу преваре, за шта се, осим Шолака, сумњиче Драгица Пилиповић, Владислав Ратајац, Сузана Тодоровић и Драгана Јовановић Џарил. Његове сумње постале су основане када је добио документ, тачније захтев за кредит, који је неколико компанија које су у власништву KKR фонда упутило UniCredit банци. Ту је наведено да је 2012. године SBB имао више од 800.000 претплатника. У децембру те године SBB је исплаћивао каналу Ултра накнаду наводећи да услуге овог оператера користи 457.700 људи. Такође наводи да је предузеће SBB након подношења кривичне пријаве вршила разне врсте притисака на његовог клијента. Не само да су канали Ултра и Мини Ултра избачени из понуде SBB, већ је на скупштини друштва ове телевизије, у јуну 2017. године, изгласана одлука да се добит предузећа од 300 милиона динара не распореди сувласницима, већ да остане на рачуну телевизије. Тако да Кутлешић, који је тада имао у власништву четвртину ове телевизије, није добио ни динара од њених прихода. Адвокат Павловић поднео је кривичну пријаву и против Александре Ћирић, која је тада водила канал Ултра, због сумње да је закључила уговор штетан по ово предузеће, уговарајући са SBB знатно нижу цену за емитовање програма ове телевизије. Павловић додаје да је Ћирићева ретроактивно умањивала фактуре током 2014. године, када је именована на место директора канала, како би умањила дуг предузећа SBB према овој телевизији.
Дана 1. августа 2019. године, канали Ултра и Мини Ултра су угашени, без било каквог претходног саопштења.

## Ултра Плус
Било је првобитно најављено да ће се повратак канала десити у виду телевизијског канала са новим називом "Ултра +" од тадашњег директора "Ултре" Ратомира Кутлешића почетком 2021. године на Јутјуб каналу "Кутак успомена". Био је у преговорима са телекомуникационим оператoрима "Јетел" и "Телеком Србија" у вези овог пројекта, међутим, сусрео се са потешкоћама око целе реализације због ишчекивања одговора којег није било у трајању од годину и по дана од тренутка када је операторима доставио захтеве за приступ њиховим програмским шемама.
Касније, средином 2022. године, тадашњи ствараоци дечије телевизије "Ултра" одустају од идеје да се њихов нови пројекат "Ултра +" приказује поново као телевизија због наилажења на неспоразуме са горе споменутим операторима и почињу са покретањем њиховог новог самосталног пројекта - интернет платформе са истоименим називом "Ултра +" и тренутно је још увек у фази израде.

## Програм
Списак цртаних и играних серија емитованих на каналу Ултра:
| Година     | Назив                                        | Емитовање                                                                |
| ---------- | -------------------------------------------- | ------------------------------------------------------------------------ |
| 2008.      | Телетабиси                                   | РТС 1                                                                    |
| 2008.      | Покемон (1–5, 7. сезона)                     | РТВ Пинк                                                                 |
| 2008.      | Југио (1-4. сезона)                          | РТС 1                                                                    |
| 2008.      | Млади мутанти нинџа корњаче (1–4, 6. сезона) | РТВ Пинк ТВ Б92                                                          |
| 2008.      | Лило и Стич: Серија                          | РТС 1                                                                    |
| 2008.      | Легенда о Тарзану                            | РТС 1                                                                    |
| 2008-2011. | Брац                                         | Хепи ТВ ТВ Б92                                                           |
| 2008.      | Фифи и цветно друштво (1–2. сезона)          | Минимакс ТВ Б92                                                          |
| 2008.      | Херкул (ТВ серија)                           | РТС 1                                                                    |
| 2008.      | Југио Ге-Икс (1–2. сезона)                   | РТС 1                                                                    |
| 2008.      | Улица Сезам                                  | Minimax Хепи ТВ Пинк супер кидс                                          |
| 2008.      | Винкс (1–4, 8. сезона)                       | РТС 1 РТС 2                                                              |
| 2008.      | Брац: Дух из боце                            | Хепи ТВ                                                                  |
| 2008.      | Брац: Страствена мода                        | Хепи ТВ                                                                  |
| 2008.      | Брац: Авантуре на пиџама журци               | Хепи ТВ                                                                  |
| 2008.      | Брац: Девојке рок звезде                     | Хепи ТВ                                                                  |
| 2008.      | Брац: Модне виле                             | Хепи ТВ                                                                  |
| 2008.      | Брац: Супербебе                              | Хепи ТВ                                                                  |
| 2008.      | Брац бебе спасавају Божић                    | Хепи ТВ                                                                  |
| 2008.      | Брац: Бајке                                  | Хепи ТВ                                                                  |
| 2008.      | Еон Кид                                      | Хепи ТВ                                                                  |
| 2008.      | Мопатопова радња                             | –                                                                        |
| 2008−2014. | Наруто (1–6. сезона)                         |                                                                          |
| 2008.      | Томас и другари                              | РТС 2 Хепи ТВ Пинк супер кидс                                            |
| 2008–2014. | Пепа Прасе (1–4. сезона)                     | РТС 2 Мини Ултра К1 Казбука Minimax Ник џуниор А1                        |
| 2008.      | Роли Мо                                      | Мини Ултра                                                               |
| 2008–2016. | Супершпијунке                                |                                                                          |
| 2008−2015. | Код Лиоко                                    |                                                                          |
| 2008.      | Трактор Том                                  | РТС 1 КЦН Коперникус                                                     |
| 2008.      | Трансформерси: Армада                        | РТС 1                                                                    |
| 2008.      | Данијел Кук                                  | –                                                                        |
| 2008.      | Свемирски тркачи                             | –                                                                        |
| 2008.      | У ноћној башти                               | Мини Ултра РТС 2                                                         |
| 2008.      | Рори - тркачки ауто                          | Хепи ТВ                                                                  |
| 2008.      | Рен и стинпи                                 | Б92                                                                      |
| 2009.      | Поп сикрет                                   | А1                                                                       |
| 2009.      | Анђела Анаконда                              | ТВ Б92                                                                   |
| 2009.      | Бен 10 (1−4. сезона)                         | Хепи ТВ                                                                  |
| 2009.      | Бабар                                        | Мини Ултра                                                               |
| 2009−2012. | Бакуган                                      | Хепи ТВ                                                                  |
| 2009−2017. | Галактички Фудбал                            | А1                                                                       |
| 2009.      | Дилајла и Џулијус                            | Атлас ТВ                                                                 |
| 2009.      | Еленин свет                                  | ТВ Делта                                                                 |
| 2009.      | Поко                                         | Пинк 2 Пинк кидс Пинк супер кидс РТРС                                    |
| 2009.      | Тим Галакси                                  | КЦН Коперникус РТРС                                                      |
| 2009.      | Нуки, Пако и Лола                            | Мини Ултра Пинк кидс                                                     |
| 2009.      | Ноди у Земљи Играчака                        | ТВ Кошава Хепи ТВ Пинк 2 Пинк кидс Пинк супер кидс                       |
| 2010−2015. | Анђелина балерина                            | Minimax Мини Ултра Дечија ТВ Пинк супер кидс Пинк кидс Хепи ТВ           |
| 2010−2016. | Гарфилдов шоу                                | Мини Ултра РТС Полетарац                                                 |
| 2010.      | Двориштанце                                  | Мини Ултра Пинк супер кидс РТС 2 БК ТВ РТРС А1                           |
| 2010−2016. | Југио 5Д                                     | Хепи ТВ Пинк супер кидс                                                  |
| 2010–2011. | Мали меда Чарли                              | Хепи ТВ                                                                  |
| 2010−2011. | Сирене                                       | Хепи ТВ РТРС                                                             |
| 2010.      | Луптиду (2. сезона)                          | Мини Ултра Пинк супер кидс                                               |
| 2010−2011. | Потрага за Делтором                          |                                                                          |
| 2010−2011. | Пинки и Перки шоу                            | РТВ Маг                                                                  |
| 2011.      | Лего Нинџаго: Мајстори Спинџицуа             | Мини Ултра                                                               |
| 2011.      | Лењи град (1−2. сезона)                      | Мини Ултра РТРС                                                          |
| 2011.      | Подкетс                                      | –                                                                        |
| 2011−2015. | Ајронмен: Оклопне Авантуре                   | Пинк супер кидс Пинк 2                                                   |
| 2011.      | Атомик Бети                                  | Мини Ултра Пинк супер кидс А1 ТВ Адриа Dexy TV                           |
| 2011.      | Беново и Холино мало краљевство              | Мини Ултра Дечија ТВ РТС 2 Пинк супер кидс                               |
| 2011.      | Випо: Авантуре летећег пса                   | Мини Ултра Minimax                                                       |
| 2011.      | Змајева Кугла З                              | Пинк кидс КЦН Коперникус А1                                              |
| 2011.      | Јагодица Бобица: Бобичанствене авантуре      | Мини Ултра РТС 2 Пинк супер кидс                                         |
| 2011.      | Лига Супер Злоћа                             | КЦН Коперникус Пинк супер кидс                                           |
| 2011.      | Механичка дружина                            | Мини Ултра Пинк кидс Пинк супер кидс                                     |
| 2011.      | Мој пријатељ џин                             | –                                                                        |
| 2011.      | Плави змај                                   | Пинк кидс Пинк супер кидс                                                |
| 2011.      | Поп Пикси                                    | Мини Ултра Пинк кидс Студио Б Наша ТВ КЦН Коперникус РТРС Хепи ТВ Пинк 2 |
| 2011.      | Рони, Оли, Рони!                             | Мини Ултра Пинк супер кидс                                               |
| 2011.      | Анђеоски пријатељи                           | Пинк 2                                                                   |
| 2011–2019. | Бејблејд: Метална сага (2–3. сезона)         | –                                                                        |
| 2011.      | Фрифоникси                                   | Пинк супер кидс Пинк 2                                                   |
| 2011.      | Џони Тест (1–3. сезона)                      | РТС 2 РТРС Дечија ТВ А1                                                  |
| 2011.      | Кирари                                       | –                                                                        |
| 2011.      | Шеги и Скуби-Ду лудују                       | Хепи ТВ                                                                  |
| 2011.      | Квантум Рајко                                | Мини Ултра Пинк супер кидс                                               |
| 2012.      | Школа за вампире                             | –                                                                        |
| 2012.      | Вулверин и Икс-мен                           | –                                                                        |
| 2012.      | Миа и ја (1-3. сезона)                       | Мини Ултра РТС 2 ОБН Дечија ТВ Пинк кидс Пинк супер кидс                 |
| 2012.      | Болтс и Блип                                 | –                                                                        |
| 2012.      | Вива пињата                                  | Мини Ултра                                                               |
| 2012.      | Животињски атлас                             | Мини Ултра                                                               |
| 2012.      | Жлабац (1. сезона)                           | Пинк супер кидс                                                          |
| 2012.      | Каспер и школа страха                        | Пинк кидс Пинк супер кидс Пинк 2                                         |
| 2012.      | Клуб истеривача монструма                    | –                                                                        |
| 2012.      | Краљ диносауруса                             | Пинк 2 Пинк супер кидс                                                   |
| 2012.      | Летећи љубимци                               | Пинк супер кидс                                                          |
| 2012.      | Ловци на змајеве                             | Пинк кидс                                                                |
| 2012.      | Мали принц                                   | Пинк супер кидс Мини Ултра                                               |
| 2012.      | Поручник жабац                               | Пинк 2 Пинк супер кидс Пинк кидс                                         |
| 2012.      | Роби робот                                   | Мини Ултра                                                               |
| 2012.      | Са Бо у авантуру                             | Мини Ултра Пинк супер кидс                                               |
| 2012.      | Чарли Чаплин (цртана серија)                 | Мини Ултра                                                               |
| 2012.      | Сијалице ()                                  | Мини Ултра                                                               |
| 2012–2013. | Скуби-Ду: Друштво за демистеризацију         | –                                                                        |
| 2012–2013. | Принцезе                                     | –                                                                        |
| 2012–2013. | Заљубљена Мими                               | –                                                                        |
| 2012–2013. | Петко и Станко                               | Мини Ултра                                                               |
| 2012.      | Мала принцеза                                | Мини Ултра                                                               |
| 2013.      | Сали Боливуд                                 | Пинк кидс Пинк супер кидс                                                |
| 2013.      | Фиш и Чипс                                   | Мини Ултра Пинк кидс Пинк супер кидс Пинк 2                              |
| 2013–2014. | Вакфу (1–2. сезона)                          | Пинк супер кидс                                                          |
| 2013.      | Анималија                                    | Мини Ултра Пинк супер кидс Пинк кидс                                     |
| 2013.      | Бејвилз                                      | –                                                                        |
| 2013.      | Ултра Мен                                    | –                                                                        |
| 2013.      | Волтрон                                      | Пинк 2 Пинк супер кидс                                                   |
| 2013.      | Код Лиоко: Еволуција                         | –                                                                        |
| 2013.      | Крипи                                        | –                                                                        |
| 2013.      | Лего: Легенда о Чими                         | Мини Ултра                                                               |
| 2013.      | Мали детективи                               | Мини Ултра Хепи ТВ                                                       |
| 2013.      | Моја чудовишта и ја                          | РТВ 1                                                                    |
| 2013.      | Смрда фу                                     | Пинк супер кидс                                                          |
| 2013.      | Тара Данкан                                  | Пинк 2 Пинк супер кидс                                                   |
| 2013.      | Бидаман: Унакрсна ватра                      | –                                                                        |
| 2013.      | Трансформерси: Прајм (1. сезона)             | РТС 2                                                                    |
| 2013.      | У ритму срца                                 | Пинк 2                                                                   |
| 2013.      | Монсуно                                      | Хепи ТВ РТВ 1                                                            |
| 2013.      | Хаотик                                       | –                                                                        |
| 2013.      | Брац вампирице                               | –                                                                        |
| 2013.      | Мар                                          | –                                                                        |
| 2014.      | Баскеташи Тонија Паркера                     | Пинк супер кидс                                                          |
| 2014.      | Гормити                                      | –                                                                        |
| 2014.      | Ђубрише                                      | –                                                                        |
| 2014.      | Каиџудо                                      | Пинк супер кидс                                                          |
| 2014.      | Лалалупси                                    | Мини Ултра                                                               |
| 2014.      | Стики мајмунолики                            | Пинк супер кидс                                                          |
| 2014.      | Страшни Лери                                 | Пинк супер кидс                                                          |
| 2014.      | Сендокаи                                     | Пинк супер кидс                                                          |
| 2014.      | Лего пријатељи                               | –                                                                        |
| 2014.      | Магична породица                             | РТРС Пинк супер кидс                                                     |
| 2014.      | Па-па - летимо (1. сезона)                   | Мини Ултра РТС 2 Пинк супер кидс                                         |
| 2015.      | Моћни ренџери - Супер мегасила               | –                                                                        |
| 2015.      | Дофус                                        | А1                                                                       |
| 2015.      | Дигимон фузија                               | Пинк супер кидс                                                          |
| 2015.      | Мали вук                                     | Мини Ултра                                                               |
| 2015.      | Пчелица Маја                                 | Мини Ултра Пинк супер кидс                                               |
| 2015.      | Чувари снова                                 | –                                                                        |
| 2015.      | Гон                                          | –                                                                        |
| 2015.      | Динофроз                                     | –                                                                        |
| 2015.      | Тенкаи витезови                              | –                                                                        |
| 2015.      | Слагтера                                     | Хепи ТВ                                                                  |
| 2015.      | Трансформерси: Прерушени роботи              | РТС 2                                                                    |
| 2015.      | Оги и Бубице                                 | Пинк кидс Пинк супер кидс                                                |
| 2016.      | Буђавци                                      | –                                                                        |
| 2016.      | Инвизималс                                   | –                                                                        |
| 2016.      | Јокаи воч                                    | –                                                                        |
| 2016.      | Југио Зексал                                 | –                                                                        |
| 2016.      | Наука из дворишта                            | –                                                                        |
| 2017.      | Ку ку харажуку                               | –                                                                        |
| 2017.      | Бејблејд бурст                               | Топ РТС 2                                                                |

### Програм за одрасле
- Фелисити
- Одељење за убиства
- Бени Хил Шоу
- Када тебе нема
- Коцка
- Трава
- Мајстори хорора
- Древни ванземаљци
- Жене фудбалера
- Увек зеленији
- Страшна страна историје
- Топ гир
- Доктор Ху
- Амерички тата
- Књига смрти
- Плава планета
- Летећи циркус Монти Пајтона
- Потера
- H2O: Само додај воду
- Скривена камера
- Само се смејте
- Фалични пансион
- Оловни балон
- Робин Худ
- Обрачун у предграђу
- Глупан и ја
- Гавин и Стејси
- Моћни Косијанери
- Зелена трава
- Универзум
- Плава планета
- Леонардо
- У поверењу
- Лудо и брзо
- Ружно паче
- Фаст шоу
- Домачица
- Изван људских чуда
- Нова породица адамс
- Диносапиен
- Пар лета 29
- Парови
- Мајстори хорора
- Инсајдерски водич у